# Liste der Bodendenkmäler in Neuenrade
Die Liste der Bodendenkmäler in Neuenrade enthält die denkmalgeschützten unterirdischen baulichen Anlagen, Reste oberirdischer baulicher Anlagen, Zeugnisse tierischen und pflanzlichen Lebens und paläontologischen Reste auf dem Gebiet der Stadt Neuenrade im Märkischen Kreis in Nordrhein-Westfalen (Stand: 10. Januar 2013). Diese Bodendenkmäler sind in Teil B der Denkmalliste der Stadt Neuenrade eingetragen; Grundlage für die Aufnahme ist das Denkmalschutzgesetz Nordrhein-Westfalen (DSchG NRW).
| Bild                      | Bezeichnung                                          | Lage                      | Beschreibung | Bauzeit | Eingetragen seit | Denkmal- nummer |
| ------------------------- | ---------------------------------------------------- | ------------------------- | ------------ | ------- | ---------------- | --------------- |
| weitere Bilder            | Motte, Wasserburg Gevern                             | Küntrop Garbecker Straße  |              |         | 19.06.1985       | 1               |
| weitere Bilder            | Landwehr zwischen Kuschert und Vierknie              | Blintrop Sonnenweg        |              |         | 25.04.1985       | 2               |
|                           | Landwehr Lanferschlade                               | Neuenrade Höllenstein     |              |         | 26.04.1985       | 3               |
| weitere Bilder            | Rennofen Berentrop                                   | Neuenrade Stift Berentrop |              |         | 26.04.1985       | 4               |
| Landwehr auf dem Kohlberg | Landwehr auf dem Kohlberg                            | Neuenrade Kohlberg Karte  |              |         | 03.08.1987       | 6               |
|                           | Grabhügel südlich Hexentanzplatz; Humke (4712,142)   | Küntrop                   |              |         | 05.12.2000       | 7               |
|                           | Grabhügel südlich Hexentanzplatz; Löffler (4712,147) | Küntrop                   |              |         | 05.12.2000       | 8               |
|                           | Hohlwegbündel südlich Ausspann (4713,38)             | Affeln                    |              |         | 20.03.2001       | 9               |
|                           | Grabhügel östlich Ausspann (4713,18)                 | Affeln                    |              |         | 20.03.2001       | 10              |
|                           | Landwehr Gersberg (4712,143)                         | Neuenrade                 |              |         | 20.03.2001       | 11              |
|                           | Werdohler Landwehr (4712,57)                         | Neuenrade                 |              |         | 10.01.2013       | 12              |